# 江湖浪子 (電影)
《江湖浪子》（英語：The Hustler）是1961年的美国剧情片，由罗伯特·罗森执导，根据沃爾特·特維斯1959年的同名小说改编，罗森和西德尼·卡罗尔担任编剧。影片讲述了一个生活在社会底层，但却很有野心的台球骗子“快枪手艾迪”·费尔森（"Fast Eddie" Felson）的故事：他试图以打败台球界传奇人物“明尼苏达胖子”（Minnesota Fats）来证明自己是全国最棒的台球选手。起初输给“胖子”后，他获得了不择手段经理人伯特·戈登（Bert Gordon）的资助，之后他打败了胖子，但也已付出了惨重的个人代价。
影片在纽约市取景拍摄，保罗·纽曼出演艾迪·费尔森，杰基·格黎森扮演明尼苏达胖子，派珀·劳瑞饰演莎拉（Sarah），喬治·坎貝爾·斯科特诠释伯特·戈登。《江湖浪子》在评论和商业两方面都获得了较大的成功，被誉为现代经典电影。影片获得了多个电影奖项，还让已经沉寂的台球运动得以重新普及。现实生活中人称“纽约胖子”（New York Fats）和“芝加哥胖子”（Chicago Fats）的台球手鲁道夫·旺德隆声称，明尼苏达胖子一角就是以他为原型创作的。

## 剧情
来自加利福尼亚州奥克兰的台球骗子“快枪手艾迪”·费尔森与搭档查理（Charlie）一起横越全国前去挑战传奇台球手“明尼苏达胖子”。到达对方的主场台球室后，艾迪宣称自己当晚能赢得一万美元。“胖子”来到台球室后同意和艾迪展开较量，每一局的财注是200美元。输掉开头几局后，艾迪开始追了上来，并在赢了1000美元后提议把赌注提高到每局1000美元，“胖子”也接受了，并以到酒吧里去拿瓶威士忌为名派手下找来了职业赌徒伯特·戈登。艾迪接下来连续获胜，赢到11000美元时查理提议时间已晚，见好就收。但艾迪坚持要让“胖子”来决定什么时候停赛。一旁的伯特称艾迪只是个“失败者”，“胖子”于是同意继续。两人整整打了25个小时，艾迪也喝完了一整瓶的波旁威士忌，他最高时赢到了18000美元，但最后也全部输光，只剩下原来的200美元赌注。
到达旅馆后，艾迪趁查理入睡后把所剩赌注的一半留下并离开。艾迪把自己的财物存放在当地的汽车站，并在那里见到了一个喝多了酒，走起路来东倒西歪的“高校女生”莎拉·帕卡德（Sarah Packard），之后又在一间酒吧里见到她。两人一起前往她的住所，但莎拉却不让艾迪进屋，说他看起来“太饿了”。艾迪搬进一间公寓，开始以较小的输注打台球赢钱。他之后又遇上莎拉，虽然这次让他进了屋，但她还是有所保留。查理找到艾迪后试图说服对方和自己一起回奥克兰，但艾迪拒绝了，查理意识到艾迪是想找胖子报仇。艾迪发现查理之前私藏了部分现金并因此大怒，他认为当时要是有这些钱，自己就可以得到翻身的机会打败胖子。愤怒的艾迪斥责查理是个胆小的老鬼，叫他自己躺下等死。
艾迪在酒吧里见到伯特正在参加一场扑克牌局，他也坐了下来，但输掉了20美元。之后伯特告诉艾迪，他很有天份，但因为性格上存在缺陷而无法获胜，他估计艾迪需要至少3000美元才能再次挑战胖子。伯特称艾迪天生就是个失败者，但还是愿意资助他，条件是艾迪赢的钱里他要分走75%，艾迪拒绝了这个建议。
艾迪继续赌球，但这次碰上了麻烦，对方折断了他的大拇指。莎拉在伤心和同情之下告诉艾迪自己爱上了他，只是艾迪却没有办法对她说出一样的话。等到拇指痊愈后，艾迪同意了伯特的条件，因为“一大笔钱的25%总好过啥也没有”。
伯特·艾迪和莎拉前往路易维尔观看肯塔基打吡，伯特安排艾迪和当地一位名叫芬德利（Findley）的有钱人进行一场比赛。谁知这并不是台球赛，而是開侖。艾迪遭到惨败，伯特也因此拒绝再资助他。莎拉恳求艾迪与自己一起离开，称他生活的世界和这个世界的居民都是“变态、扭曲和残缺的”，但艾迪拒绝了。伯特看到艾迪被激怒后认为有机可乘，于是同意出资，让两人以每局1000美元的赌注继续赌球。最后艾迪赢到了12000美元，他把9000美元交给伯特后，决定走路回旅馆。先到达旅馆的伯特試圖染指莎拉，莎拉清楚伯特的意圖，但最後還是與他上床。事后她用口红在浴室的镜子上写上了（变态）、（扭曲）和（残缺）。艾迪回到旅馆后發現警察和伯特在場，原來莎拉在浴室裡自杀了。艾迪意識到伯特做了什麼，悲憤至極想毆打伯特，但被警察拉開。
艾迪回到胖子的主场再次挑战，把全部3000美元押上作为一局的赌注。他赢了一局又一局，胖子甚至没有击球的机会最后不得不放弃。伯特再次要求艾迪分一大笔钱给他，还威胁如果拿不到钱，就会对艾迪不利。艾迪想起逝去的莎拉，愤怒地指责伯特灭绝人性。恼羞成怒的伯特放弃了分钱的要求，但也警告艾迪不准再踏进任何高档台球室一步。

## 演员
- 保羅·紐曼饰艾迪·费尔森
- 傑基·葛里森饰“明尼苏达胖子”
- 派珀·劳瑞饰莎拉·帕卡德
- 喬治·坎貝爾·斯科特饰伯特·戈登
- 迈伦·麦考密克（Myron McCormick）饰查理
- 莫瑞·汉密尔顿（英语：Murray Hamilton）饰芬德利
- 斯特凡·吉拉什（Stefan Gierasch）饰牧师

台球冠军威利·莫斯考尼在片中客串威利（Willie）一角，他在艾迪和胖子打球时负责保管赌注。另外拳击冠军杰克·拉莫塔也客串了一个酒保。

## 制作
包括法蘭·仙納杜拉在内的多位电影人都曾试图将沃爾特·特維斯的小说《江湖浪子》搬上银幕，但均未成功。导演罗伯特·罗森的女儿卡罗尔（Carol Rossen）推测之前的改编都有些过多专注于故事中的台球环节，对人物交流刻划不够。罗伯特年轻时就曾赌过台球，并且还曾试图编写一个台球主题的舞台剧本（意译为《角袋》），但没有成功。他最后买下了小说的电影改编版权并与西德尼·卡罗尔一起编写剧本。
据巴比·达林的经济人马丁·鲍姆（Martin Baum）所说，保罗·纽曼的经济人拒绝了快枪手艾迪一角。纽曼起初因为已经答应在电影《怨女痴男》中和伊丽莎白·泰勒演对手戏而无法出演快枪手艾迪，罗森在看过达林在《迈克·华莱士采访》上的表现后邀请他出演艾迪一角，但之后泰勒因拍摄《埃及艳后》时间延长而不得不退出《怨女痴男》的演出，纽曼的档期也因此腾了出来，他只读完一半剧本后就决定接演这个角色。但是剧组中没有任何人将这个消息正式告知达林或他的经济人，他们是之后在一场慈善赛马活动中从他人嘴里听到了这个消息。
罗森拍摄《江湖浪子》一共花了六个星期时间，完全是在纽约市进行。大部分镜头都是在两个之后均已废弃的台球室拍摄的:117-119。其它拍摄地点包括东82街的一幢连排别墅，这里拍摄的是片中芬德利一角位于路易维尔的家；还有曼哈顿的灰狗汽车终点站。剧组在这里建了一个小餐厅用于拍摄，但由于太过真实以致许多旅客都已经这里真是餐馆，于是坐在那里等着点餐。威利·莫斯考尼担任电影的技术顾问:117-119，并作为替身拍摄了多个技术性镜头，只有格黎森的这类镜头是亲自上阵，并且还使用了广角镜头，可以看到演员亲自打球后球的运动轨迹。罗森为了追求自己所谓的“新新现实主义”（neo-neo-realistic）风格而聘请了现实生活中真正的街头混混，招收他们进入银幕演员工会并用作临时演员。一些包含在拍摄剧本中但之后被剪去，没有出现在上映电影里的镜头包括：“明尼苏达胖子”的主场台球室于艾迪正在进城的路上时建成（这本是电影的第一个镜头），一个牧师与伯特在酒吧交谈的长镜头，显示这位牧师是个瘾君子。
电影的早期拍摄更多注重于打台球的镜头，但拍摄期间罗森决定要给纽曼和劳瑞角色之间的爱情故事增加更多的色彩。虽然在拍摄重点上做出了调整，但罗森还是使用了多段台球比赛镜头来突出表现艾迪的个性，并通过镜头中角色的位置来暗示他与伯特和莎拉之间关系的演变。例如当艾迪和芬德利打球时的一个双人镜头中，艾迪的位置在伯特下方，之后一个三人镜头里，他处在芬德利上方，但还是低于伯特。而莎拉进来时，她的镜头位置低于艾迪，之后的三人镜头中艾迪仍然低于伯特。当艾迪跪在莎拉的尸体旁时，伯特再次出现，镜头位置高于艾迪，但艾迪攻击了他，最后也处在了比伯特更高的镜头位置上。最后再找胖子决战时，艾迪又一次在双人镜头中出现在高于伯特的位置。:43

## 主题
《江湖浪子》表面上呈现的是输和赢，但从根本上却是一个有关作为一个人意义所在的故事:41。罗伯特·罗森曾就这部影片表示：“我的主角快枪手艾迪希望能成为一个了不起的台球选手，但这部电影真正讲述的是他在试图实现自己成为一个真正的人这一目标过程中所遇到的障碍。他在自己一手造成了惨重的个人悲剧后才有了这样的自我意识，然后他才打赢了自己的台球赛。”:41罗杰·艾伯特也有着同样的看法，称《江湖浪子》是“为数不多的几部英雄以放弃，以接受现实而不是追寻梦想来获得胜利的几部美国电影之一。”
电影本身在一定程度上相当于罗森的自传，与他和联邦众议院非美活动委员会打的交道有关。罗森在1930和1940年代从事剧作家工作期间曾与共产党有过牵连，1930年代他首次受众议院非美活动委员会传唤时拒绝泄密，但最终改变了主意，吐露了往日朋友和同僚的姓名。电影中的费尔森也通过一个浮士德式的协议出卖了自己的灵魂，背叛了唯一一个真正了解并爱着自己的人。
电影和戏剧历史学家伊桑·莫登曾指出，《江湖浪子》是1960年代初屈指可数的几部重新界定了电影与观众间关联的作品。他写道，这是种“挑战而非阿谀，怀疑而非确信”的新关系。莫登断言，没有任何一部1950年代的电影“对一对一比赛的自我肯定有一个如此残酷和清晰的认识，无论是赢家非人性的一面，还是输家被阉割般的脆弱”。虽然有些人认为本片和经典黑色电影存在类似之处，但莫顿基于罗森的超现实主义风格而驳斥了这样的比较，还指出本片与黑色电影相比，缺少了“奸诈的女人，对发现资产阶级犯罪行为的津津乐道，贪婪的银行柜号和永远都精力充沛感到不满足的夫人们”。莫顿并不觉得快枪手艾迪有什么“快50岁的精神面貌 ”，这个角色与反叛时期那些感觉非凡的硬汉相比有着决定性的突破……他最终还是直面了自己的喜怒哀乐，并告诉伯特，自己的确是个失败者，因为他的内心已经死了。

## 反响
《江湖浪子》于1961年9月25日在哥伦比亚特区举行了全球首映式。理查德·伯顿在此以前先以午夜场将电影向该季百老汇演出的演员们放映，给影片带来了非常正面的声誉。起初对本片宣传漫不经心的20世纪福克斯公司于是加紧进行了促销活动:40。
电影上映后深受影评人好评，但也偶有指出些许不足。《综艺》称赞了所有主要演员的表演，但也认为故事中“肮脏的一面”让影片没有达成其“纯粹娱乐性的目标”，并且电影也实在是有些太长了。《新共和》的斯坦利·考夫曼（Stanley Kauffmann）也有与《综艺》类似的看法。他同样对影片的主要演员给予高度评价，称赞纽曼是“一流”演员，斯科特也给出了“他至今最可信的表演”。考夫曼认为派珀·劳瑞的表演有感人的一面，但也批评她过分依赖方法演技。他认为剧本给台球室抹上了一层威胁感和犯罪活动并存的色彩，但也称其中充满了虚伪的意境。考夫曼称赞了罗森“稳健、经济”的执导技巧，特别是对格黎森角色的处理，演员的动作镜头很少，仿佛只是用了几张照片，但在罗森的安排下却有着良好的效果。考夫曼认为，这是继卡赞拍摄伯尔·艾弗斯扮演的大老爸（Big Daddy）一角后“将假人用得最好的一次”。《纽约时报》虽然认为电影有点“偏离”其主题，并且纽曼和劳瑞角色之间的浪漫感情也有些牵强，但还是称赞《江湖浪子》用普世通行的语言强而有力地揭示了苦涩的真理。
在第34届奥斯卡金像奖角逐中，《江湖浪子》获得了最佳影片、导演（罗森）、男主角（纽曼）、女主角（劳瑞）、原著改编、艺术指导（黑白片）、摄影（黑白片）和两项男配角奖（斯科特和格黎森）共计九项奥斯卡金像奖提名，最终成功拿下了摄影和艺术指导两项奖。纽曼获得了金球奖最佳戏剧类电影男主角奖提名，格黎森和斯科特均获得了最佳电影男配角奖提名，斯科特还获得了年度最佳新人奖提名。在1962英国电影学院奖角逐中，《江湖浪子》与苏联电影《士兵之歌》一起并列获任何来源类最佳影片奖。纽曼获得了最佳外国男演员奖，劳瑞获最佳外国女演员奖提名。國家評論協會将本片评为年度十大佳片之列，格黎森则当选最佳男配角。紐約影評人協會提名罗森为最佳导演。罗森和卡罗尔一起获得了美国编剧工会奖最佳剧情电影编剧奖。
美国电影学会百年电影系列评选：
- AFI百年百大電影——提名[28]
- AFI百年百大驚悚電影——提名[29]
- AFI百年百大英雄與反派：
  - 伯特·戈登——反派提名[30]
- AFI百年百大电影台词：
  - “艾迪，你天生就是个失败者”（"Eddie, you're a born loser."）——提名[31]
- AFI百年百大电影十周年版——提名[32]
- AFI十大类型大大佳片：体育电影第6位[33]

## 影响
上映数十年来，《江湖浪子》作为一部银幕经典的地位已经得到巩固。罗杰·埃伯特于2002年重新对本片进行了评价，他再度称赞了电影的导演和摄影，并表扬了剪辑师戴迪·艾伦，称赞这是一部精神上很有深度，能够伴随观众的记忆共同成长的电影。他还进一步称赞快枪手艾迪·费尔森是“屈指可数的几个真实到观众会用来作为检验标准的电影角色之一”。《电视指南》杂志称本片是“黑暗的尤物”，展现出“一个其唯一的亮点就是台球桌面的严酷世界，其中的角色又保持着一种简陋的贵族气息和风范”。杂志对四位主要演员的表演给予高度评价，称赞这是一部“不容错过”的电影。
保罗·纽曼在1986年的电影《金钱本色》中再次出演了快枪手艾迪·费尔森一角，并因此拿下第59届奥斯卡男主角奖。一些观察家和影评人认为，这座小金人是对他在《江湖浪子》中精彩表演的一份迟来的承认。1997年，《江湖浪子》因其在“文化、历史和审美方面的显著成就”，被美国国会图书馆列入国家电影登记部下属的国家电影保存委员会保护电影名单中。2006年，美国编剧工会将卡罗尔和罗森编写的本片剧本排为电影史上所有电影剧本的第96位。2008年6月，美国电影学会评选出十大类型电影的十大佳片，《江湖浪子》在其中的体育类电影中名列第六位。
《江湖浪子》给美国已经衰落数十年之久的台球运动带来了新的生机:119。还给虽已获得多项世界冠军，但仍不为大众所知的台球手威利·莫斯考尼带来了广泛的认同:117。不过，由电影的知名度中获益最大的或许还是台球手鲁道夫·旺德隆。莫斯考尼在电影上映期间一次接受采访时声称，“明尼苏达胖子”一角就是根据旺德隆设计的，他当时有一个叫“纽约胖子”的绰号。旺德隆立即开始使用“明尼苏达胖子”作为自己的名号，并成功地把自己和电影的合作经历出版成书，并且还有包括签约电视节目在内的其他收益。不过，原著作者沃尔特·特维斯在自己余生中一直坚称旺德隆与“明尼苏达胖子”一角的创作没有任何关系:121-122。此外还有多位球员声称自己是快枪手艾迪的原型，包括罗尼·阿伦、艾德·泰勒（Ed Taylor）、艾德·帕克（Ed Parker）和埃迪·佩尔基（Eddie Pelkey）:127。